# 萨尔盖鲁竞技俱乐部
萨尔盖鲁竞技俱乐部，巴西萨尔盖鲁市的一个足球俱乐部。

## 荣誉
- 伯南布哥杯
  - 冠军：2005年